# Kassite
La kassite è un minerale.